# 雌蛭
『雌蛭』（めひる）は、横溝正史の短編推理小説。「金田一耕助シリーズ」の一つ。『別冊週刊大衆』1960年9月号に掲載された。
本作で金田一は「鼠色のズボンに派手なチェックのアロハ、ベレー型のハンチング帽にべっ甲縁の眼鏡」という常にない服装を披露する。

## あらすじ
昭和三十×年8月5日夜10時少し前、金田一は渋谷S町の聚楽荘4階8号室の梅本宅へ忘れ物のハンドバッグを取りに行くよう電話で依頼される。ただ、この依頼にはハンドバッグの中身を確認しないという条件がついていた。あとの指示は改めて連絡し、謝礼はハンドバッグと引き換えに支払うことになっていた。
目撃者に気付かれないよう洋装で向かった金田一は、電話の指示通り電話ボックスの中に隠してあったアパートの鍵を入手する。そして、11時ごろに8号室に入ろうとするとエレベーターから男が降りてきた。金田一が階段へ移動して目的地が4階ではなく5階だと気付いたように演技しつつ様子を見ていると、男は廊下を曲がって去っていった。
8号室に入った金田一は、寝間着で抱き合った状態で硫酸で顔と下腹部を焼かれた男女の死体を発見し、ベッドの下に取り落として中身が散乱したらしいハンドバッグを見つけて回収する。そこへ「河野健太」と名乗って住人を「昌子」と呼ぶ来訪者があり、金田一は寝室から居間へ移動して隠れる。入ってきたのは、金田一がエレベーター前で出会った男だった。来訪者は死体に気付いたあと、金田一が回収し損ねたコンパクトを発見して持ち帰った。金田一は公衆電話から110番通報して去る。
8月7日午後、等々力警部と新井刑事を追って渋谷署を訪れた金田一は担当の唐沢警部補を紹介される。被害者は先年作家グループで指紋を登録したことから流行作家の立花信二と確認されていることが新聞報道されており、女は妻の昌子と推定されていた。また、女の体には多数の傷があり、信二がサディストだったと推定された。
金田一は依頼者からの連絡が無く困りつつも、ハンドバッグの中身を確認しないという条件を当面は守っていた。そして、多門六平太に河野の居所を捜索させ、バー「ユリシーズ」のバーテンだと突き止めた。ユリシーズへ出向いた多門と金田一は、昌子が前年の春ごろに3月ほど働いていたことを聞き出す。
河野は警察から立花、昌子、泰子の関係を知る人物として事情を聞かれたが、重大な進展は無かった。一方、泰子が8月5日の夕方以来消息不明だと判明していた。
8月9日、繁子が静岡から上京してくる。立花の遺産が昌子を経由して得られることを指摘された繁子は動揺をみせる。一方、多門は金田一が回収したハンドバッグが泰子の持ち物であったことを突き止めていた。金田一は多門に河野を厳重に監視するようにも指示していた。コンパクトを回収したとき河野は持ち主を知っている様子だったからである。
8月15日深夜1時過ぎ、金田一に依頼があった電話ボックス近くのH町の廃墟で、泰子の死体を穴に埋めようとしていた河野を多門が襲撃、穴の中へ落とす。もうひとり監視役が居たが、河野が落とされたことを知ると逃げていった。2時ごろ捜査陣が集結、引き揚げられた河野が持っていたコンパクトにはS.Uのイニシャルがあった。金田一は等々力に繁子を手配するよう進言する。静岡から上京してきたという繁子は実は昌子で、被害者は繁子だった。昌子はドーランでわざと顔をかぶれさせて別人を装っていた。
泰子は信二からの手紙で呼び出されていたことがハンドバッグの中を確認することで判明した。信二の意図は今となっては不明だが、昌子の雌蛭のような性格に気付いて、泰子と復縁するつもりだったのかもしれない。

## 登場人物
金田一耕助（きんだいち こうすけ）
私立探偵。
立花信二（たちばな しんじ）
流行作家。もと薬剤師。昌子とは親同士が再婚した血のつながらない兄妹。
立花昌子（たちばな まさこ）
信二の妻。旧姓梅本。信二が作家として売れ始めてから接近し、泰子と離婚した信二と再婚していた。才気煥発な美人という印象。
梅本繁子（うめもと しげこ）
昌子の妹。愚直な印象で顔いちめんに吹き出物がある。
田辺泰子（たなべ やすこ）
信二の元妻。昌子の学友。事件前の5月に離婚し、当座の暮らしには困らないくらいの慰藉料を受け取っていた。離婚後は下谷のアパートに居住し、浅草のヤマト派出婦会に所属していた。
河野健太（こうの けんた）
昌子が信二と結婚するまで勤めていたバー「ユリシーズ」のバーテン。
多門六平太（たもん ろくへいた）
殺人事件の犯人に仕立て上げられようとしたところを金田一に救われたことがある前科数犯の男。ふだんはキャバレーの用心棒をしている。
等々力（とどろき）
警視庁の警部。
新井
警視庁刑事。
唐沢（からさわ）
警視庁渋谷署警部補。

## 収録書籍
- 『七つの仮面』（1979年、角川文庫、ISBN 978-4041304662）
「七つの仮面」、「猫館」、「雌蛭」、「日時計の中の女」、「猟奇の始末書」、「蝙蝠男」、「薔薇の別荘」を収録

## 映像化

### 2004年版
『名探偵・金田一耕助シリーズ・白蝋の死美人』は、TBS系列の2時間ドラマ「月曜ミステリー劇場」（毎週月曜日21時 - 22時54分）で2004年4月26日に放送された。
全体のストーリーは『蝋美人』によっているが、途中で金田一が本作に類似の手法で焼死体（本作の硫酸で焼かれた死体に相当）を発見させられる展開がある。『蝋美人』の原作では軽井沢の山中で発見された腐乱死体を復顔するところを、この焼死体のうちの女性を復顔するように変更している。
キャスト
- 金田一耕助 - 古谷一行
- 伊澤加寿子 - 岡田茉莉子
- 立花マリ - 杉本 彩
- 伊澤信造 - 新藤栄作
- 伊澤徹郎 - 岸本祐二
- 伊澤早苗 - 西尾まり
- 雄島隆介 - 前田耕陽
- 宮村巡査 - 尾美としのり
- 畔柳貞三郎 - 清水紘治
- 瓜生朝二 - 橋本さとし
- 松山節子 - 鷲尾真知子
- 亀井幸吉 - 近童弐吉
- 亀井福美 - 葉山レイコ
- 川村小百合 - 江口由起
- 島岡刑事 - 浅見小四郎
- 三波美津江 - 野口ふみえ
- 篠田香織 - 大田沙也加
- 河合警部 - 谷 啓

スタッフ
- プロデューサー - 大下晴義、土橋覚
- 脚本 - 石原武龍
- 撮影 - 野田悌男
- 照明 - 渡辺康
- 美術 - 湯澤幸夫
- 録音 - 内田誠
- 編集 - 末吉俊朗
- 特殊造形 - 江川悦子、神田文裕（MAKE-UP DIMENSIONS）
- スペイン舞踊指導 - 蘭このみ
- 企画協力 - 角川春樹事務所
- 監督 - 山本厚
- 製作 - 東阪企画、TBS

## 漫画化
- JETによりコミカライズされ、あすかコミックスDXより刊行されたコミックス『名探偵・金田一耕助シリーズ 悪魔が来りて笛を吹く』（角川書店）に収録された。